# ロスキレ県

ロスキレ県
Roskilde Amt

ロスキレ県（ロスキレけん デンマーク語:Roskilde Amt）はかつて存在したデンマークの地方行政区画（県）。デンマーク東部、シェラン島中部に位置し、島を縦断する領域であった。行政府所在地はロスキレ。2007年の地方行政区画再編により、シェラン地域に組み入れられた。